# San Ramón (canton)
Pour les articles homonymes, voir San Ramón.
San Ramón est un canton (deuxième échelon administratif) costaricien de la province de Alajuela au Costa Rica.

## Blasonnement

Blason de San Ramón.

## Composition
Le canton de San Ramón est divisé en 13 districts :
| Code Inec | District      | Population (2003) | Densité (hab./km²) | Superficie |
| --------- | ------------- | ----------------- | ------------------ | ---------- |
| 20201     | San Ramón     | 14 196            |                    |            |
| 20202     | Santiago      | 2 977             |                    |            |
| 20203     | San Juan      | 9 118             |                    |            |
| 20204     | Piedades Nord | 4 008             |                    |            |
| 20205     | Piedades Sud  | 3 574             |                    |            |
| 20206     | San Rafael    | 6 909             |                    |            |
| 20207     | San Isidro    | 2 025             |                    |            |
| 20208     | Ángeles       | 5 343             |                    |            |
| 20209     | Alfaro        | 2 953             |                    |            |
| 20210     | Volio         | 1 578             |                    |            |
| 20211     | Concepción    | 1 732             |                    |            |
| 20212     | Zapotal       | 638               |                    |            |
| 20213     | Peñas Blancas | 5 787             |                    |            |
|           | San Ramón     | 60 838            | 60                 | 1018.64    |